# ديريك تورنر (لاعب دوري الرغبي)
ديريك تورنر (بالإنجليزية: Derek Turner)‏ هو لاعب دوري الرغبي بريطاني، ولد في 18 نوفمبر 1932 في Ossett ‏ في المملكة المتحدة، وتوفي في 31 يوليو 2015 في ويكفيلد في المملكة المتحدة.